# Distretto di Chiradzulu
Il distretto di Chiradzulu (Chiradzulu District) è uno dei ventotto distretti del Malawi, e uno dei dodici distretti appartenenti alla Regione Meridionale. Copre un'area di 767 km² e ha una popolazione complessiva di 236 050 persone. La capitale del distretto è Chiradzulu. 